# Північнотаврійська операція
Північнотаврійська операція (6 червня — 3 листопада 1920) — бойові дії між РСЧА і російською армією Врангеля за володіння Північною Таврією. Поділяється на 2 етапи: наступ білих військ (6 червня — 27 жовтня) і контрнаступ червоних (28 жовтня — 3 листопада).

## Передісторія
4 квітня Денікін, зазнавши поразки, передав посаду головкома ЗСПР генералові Врангелю. Переформувавши залишки ЗСПР на 25-тисячну армію, Врангель дав їй назву Російська Армія.
У травні XIII армія РСЧА зробила кілька спроб захопити кримські перешийки, але невдало. У результаті протистояння армії викопали окопи, заплели їх колючим дротом і бойові дії набули позиційного характеру. Великобританія запропонувала Врангелю обмежитися обороною Криму, а Радянському уряду оголосити амністію білогвардійцям, але Врангель відхилив цю пропозицію, а також пропозицію про спільні дії з армією Пілсудського..
До 25 травня (6) червня перед фронтом Білої Армії, що у Криму, розташовувалися такі частини РСЧА:
- 3-тя, 46-та, 52-га та латиська стрілецькі дивізії;
- 85-та бригада 29-ї стрілецької дивізії, 124-та бригада 42-ї стрілецької дивізії;
- 2-га кавдивізія імені Блінова, запасна кавбригада Федотова та окремі дрібні загони (полк Льва Каменєва, каральний загін, особливий загін кримського ревкому та інші).

Загалом червоні війська налічували 15—16 тисяч багнетів, 3—4 тисячі шабель.
Біла армія чисельно переважала над противником і складалася з чотирьох корпусів:
- 1-й армійський корпус (генерал Кутепов) — Корніловська, Марковська і Дроздовська дивізії, 1-ша кавалерійська та 2-га кінна дивізії;
- 2-й армійський корпус (генерал Слащов) — 13-та і 34-та піхотні дивізії та Терсько-Астраханська козача бригада;
- Зведений корпус (генерал Писарєв) — Кубанська і 3-тя кінна дивізія
- Донський корпус (генерал Абрамов) — гвардійська донська бригада, 2-га і 3-тя донські дивізії.

Усього 25 тисяч багнетів і шабель (1/5—1/6 загальної чисельності армії в Криму), 460 кулеметів, 126 гармат. Тобто білогвардійці у півтора рази переважали над частинами РСЧА, що протистояли їм. Приблизно 25 тисяч багнетів і шабель проти 18 тисяч у червоних. Порівняння кількості корпусів чи дивізій не доречне, оскільки під час бойових дій усі частини мали некомплект різного ступеня.
Білі війська майже не мали кавалерії. Під час евакуації з Новоросійська багато кавалерійських частин вантажилися без коней, тому вони стали фактично піхотою. Проведена в Криму мобілізація кінського складу дала лише 400 коней, що дозволило посадити на коней тільки один полк 1-ї кінної дивізії. На конях були і 2-га кінна дивізія генерала Морозова (близько 2000 шабель), яка входила до складу 1-го армійського корпусу, та Терсько-Астраханська бригада 2-го корпусу. У Зведеному та Донському корпусах було лише по кінному дивізіону (150—200 шабель). Решта кінноти діяла пішим строєм.
Директивою Врангеля від 21 травня (2) червня військам було поставлено завдання:
1. генералу Слащову, після зміни його частин на Сальківському напрямку військами генерала Писарєва, повантажитися у Феодосії і висадитися в районі Кирилівка—Горіле, перервати лінію єдиної в цьому районі залізниці Салькове—Мелітополь разом із частинами генерала Писарєва, діяти у тилу Перекопської групи червоних;
2. генералу Писарєву та генералу Кутепову атакувати супротивника на світанку 25 травня, розбити і відкинути за Дніпро;
3. генералу Абрамову з Донським корпусом залишатися в резерві в районі станції Джанкой.

Частина флоту увійшла до Дніпровського лиману для забезпечення лівого флангу операції.
Час початку операції та місце висадки десанту зберігалися в цілковитій таємниці. Штаб навмисно поширював чутки про підготовку десанту в районі Новоросійська та Одеси. Директива генералу Слащову мала бути розкрита ним лише після виходу десантного загону у море.

### Перший наступ (5—8 червня)
24 травня (5) червня 2-й корпус генерала Слащова посадили на судна у Феодосії і через Керченську протоку перекинули на узбережжя Азовського моря. За сильного вітру та морського хвилювання десант у 10 тисяч багнетів і шабель, 50 гармат і 2 броньовики висадилися в районі Генічеська.
Увечері штаб Білої Армії отримав радіограму про вдалу висадку військ генерала Слащова біля Кирилівки. На світанку 25 (6) червня армія перейшла на всьому фронті в наступ. Після короткої артилерійської підготовки частини генерала Писарєва, підтримані танками і бронепоїздами, атакували червоних у той час, як десант генерала Слащова, оволодівши селами Єфремівка і Давидівка, підходив передовими частинами до лінії залізниці. Атаковані з фронту і загрожені з тилу червоні відступили, майже не чинячи опору. Місто Генічеськ, станцію Ново-Олексіївка та село Ново-Михайлівка зайняли частини Зведеного корпусу. Бронепоїзди білих висунулися на станцію Рикове. Червоні відходили на Різдвяне. Тут білі захопили кількасот полонених.
Одночасно корпус генерала Кутепова атакував на перекопській ділянці головні сили 13-ї радянської армії. Танки та панцирники рухалися попереду піхоти, знищуючи дротяні загородження. Червоні чинили відчайдушний опір. Особливо завзято билися латиські частини. Червоні артилеристи, встановивши гармати між хатами в селах Преображенка і Першокостянтинівка, розстрілювали танки. Декілька танків було підбито, проте піхота з їхньою допомогою встигла опанувала всю укріплену позицію. Марковська і Корніловська дивізії висунулися на лінію: Першокостянтинівка—Спендіарове (марковці) та Преображенка—Адамань (корніловці). 2-гу кінну дивізію генерала Морозова кинули на переслідування червоних. Дроздовська та 1-ша кінна дивізії (спішена) залишалися в резерві командира корпусу.
Оговтавшись після першого удару, червоні, зосередивши дві дивізії піхоти та кавалерійську бригаду, перейшли в наступ і відтіснили марковців від села Першокостянтинівки. На підтримку марковцям, що відходили, висунули Дроздовську дивізію. Водночас 2-га кінна дивізія, висунувшись до Чаплинки, відбивала атаки піхоти і кінноти супротивника, які намагалися охопити марковців із північного заходу. За допомогою Дроздовської дивізії Першокостянтинівку знову зайняли білі — у цих боях у дроздовців були поранені або загинули майже всі командири рот і батальйонів, але резерви червоних, що приспіли, знову відтіснили марковців і дроздовців. До ночі Першокостянтинівка залишилася за червоними.
26 травня (7) червня запеклі бої тривали. Частини генерала Слащова надвечір вийшли з боєм на залізницю між станціями Великий Устюг—Якимівка, захопивши до тисячі полонених зі складу мелітопольського гарнізону. Білогвардійські бронепоїзди вирушили до станції Сокологірне, де підбили бронепоїзд червоних. Зведений корпус генерала Писарєва продовжував наступ: Кубанська дивізія просувалася на лінію станція Юрицине — село Різдвяне, 3-тя кінна дивізія на лінію Відрада—Ново-Троїцьке.
Червоні атакували силами кавалерійської дивізії Блінова (2500 шабель), яка щойно прибула з Кавказу, охоплюючи фланг Зведеного корпусу. Село Ново-Михайлівка захопили червоні, проте надвечір білі відбили його. Дроздовська дивізія після запеклого бою вчергове зайняла Першокостянтинівку. Червоні під прикриттям артилерійського вогню відходили до Володимирівки. Їх переслідували дроздовці із заходу та 2-га кінна дивізія генерала Морозова з півночі.
Дроздовці зайняли Володимирівку. На ділянці між нею та Строганівкою червоних наздогнали і притиснули до Сиваша, де після короткого бою білі захопили 1500 полонених, 5 гармат і 3 броньовики. У Спендіаровому марковці та корніловці відбили протягом дня всі атаки супротивника. За 2 дні боїв 1-й корпус ЗСПР узяв 3500 полонених, 25 гармат, 6 панцирників. Втрати в частинах корпусу були дуже значними, особливо в командному складі, але в результаті цих боїв білогвардійські війська вирвалися з Криму на оперативний простір.
У ніч проти 27 травня (8) червня червона кавалерійська дивізія Блінова, використавши розтягнуте розташування 3-ї кінної дивізії, нічним нальотом зайняла село Отрада і прорвалася до Ново-Михайлівки, де захопила весь штаб 3-ї кінної дивізії на чолі з начальником дивізії генералом Ревішиним.

### 8—23 червня
27 травня (9) червня вранці Врангель вислав нову директиву військам:
- Генералу Слащову оволодіти районом Мелітополь—Катеринівка—Якимівка, надалі направити кінноту на північний захід, у тил червоним, що відходили від Сиваша;
- Генералу Писарєву, посиленому 2-ю козачою дивізією, знищити Різдвяно-Петрівську групу червоних та оволодіти Колгою, Іванівкою, Сірогозами;
- Генералу Кутепову опанувати Каховку та Олешки;
- Донському корпусу генерала Абрамова, без 2-ї донської козацької дивізії, залишатися в резерві в районі Ново-Олексіївки.

Надвечір 2-й армійський корпус генерала Слащова зайняв Мелітополь. Частини Зведеного корпусу генерала Писарєва повільно просувалися вперед. Частини 1-го армійського корпусу вийшли на лінію Асканія-Нова—Чаплинка—Каланчак і продовжили переслідування червоних. У Чаплинці захоплено залишені червоними балони із задушливими газами, лабораторію з видобутку газів та батарею. Кінноту генерала Морозова після розгрому червоних під Строганівкою спішно 26 травня (8) червня перекинули на Чаплинку, і до вечора 27 травня (9) червня вона добулася хутора Бальтазарівського.
28 травня (10) червня війська генерала Слащова утримували Мелітополь від сильних атак червоних частин, що підтягнули резерви з Олександрівська. Зведений корпус вів бій із кавалерією Блінова на південний схід від села Різдвяне.
Відходячи розрізнено від Перекопа на Каховку, червоні війська підтримували зв'язок по радіо. Вони поповнилися частинами, що прямували з Дону похідним порядком на польський фронт, але були червоним командуванням повернуті на підтримку розбитих частин XIII радянської армії. 28 травня (10) червня 15-а Інзенська стрілецька дивізія у складі трьох бригад піхоти та бригади кінноти загальною чисельністю до 4500 багнетів і 800 шабель дісталася району Чорної Долини; також було введено з червоного резерву 2-гу Ставропольську кавалерійську дивізію.
Частини 1-го армійського корпусу займали таке розташування:
- Дроздовська дивізія в районі Мар'янівка—Самойлівка (на північний захід від Асканії-Нова);
- Корніловська дивізія — на лінії Чорна Долина—Черненко;
- 2-га кінна дивізія генерала Морозова — в центрі бойового розташування на південь від Натальїно;
- Марковці у корпусному резерві на південь від Чаплинки;
- 1-ша кінна дивізія (спішена) — на ділянці Великі Копані—Чалбаси.

15-та стрілецька дивізія, підтримана Латиською та 52-ю дивізіями, атакувала частини генерала Морозова. Кіннота білих почала відходити на південь. Дроздовці та корніловці відбили всі атаки противника. До вечора білі частини зайняли вигідне положення відносно головних сил червоних, які втягнулися між дроздовцями та корніловцями.
29 травня (11) червня війська генерала Слащова відбивали атаки з півночі та сходу, продовжуючи утримувати Мелітополь. Надвечір його кіннота зайняла Єлизаветівку, а бригада 34-ї дивізії — Койли Елга. У Зведеному корпусі на світанку кубанці були атаковані бригадою 2-ї червоної кавалерійської дивізії та поспішно відійшли до Ново-Олексіївки. Контратакою частин Зведеного корпусу червоних було відкинуто на північ. Надвечір, розвиваючи успіх, кубанці зайняли хутір Адама, донці — Різдвяне.
Цього самого дня, використовуючи вигідне становище, генерал Кутепов, підтягнувши Марковську дивізію до Чаплинки і 4 полки 1-ї кінної дивізії до Черненка, з ранку перейшов усіма частинами в наступ. Червоні не витримали концентрованого удару і почали швидко відходити. Частини генерала Кутепова далі тіснили супротивника, надвечір підійшовши на десять верстов до Каховки. Лівофлангова група 1-го корпусу підійшла до Олешок.
30 травня (12) червня у запеклих боях під Мелітополем частини генерала Слащова утримували свої позиції. Зведений корпус зайняв Петровське та Відраду. Частини 1-го корпусу вийшли до Дніпра — Корніловська і 2-га кінна дивізії стрімкою атакою захопили Каховку, де взяли 1500 полонених. Але основні піхотні червоні частини встигли відступити за Дніпро та підірвати за собою мости. Кіннота червоних до 1000 шабель із частиною обозів відійшла на північний схід лівим берегом Дніпра. Кіннота генерала Морозова наздогнала їх біля Любимівки, розбила та продовжила переслідувати на схід.
У проміжку з 25 (6) червня до 30 травня (12) червня 13-та радянська армія втратила до 8000 людей полоненими, близько 30 гармат, два бронепоїзди, багато кулеметів і склади боєприпасів. Великих втрат зазнали і білогвардійці. Наприклад, 1-й корпус Кутепова зазнав втрат особового складу до чверті від початкового. Білі частини були розкидані по ТВД, а їхнє командування намагалося по радіо забезпечити їхню взаємодію. Головне завдання наступу —розгром 13-ї армії РСЧА — виконано не було.
30 травня (12) червня Врангель віддав директиву, наказавши військам настійливим переслідуванням завершити розгром ворога:
- Генералу Слащову було наказано далі утримувати район Мелітополя, де червоні, підводячи свіжі резерви, продовжували свої атаки;
- Генералу Абрамову, об'єднавши командування Донським і Зведеним корпусами, переслідувати червоних у напрямку Колга — Сірогози;
- Генералу Кутепову, утримуючи лінію Дніпра від Каїр Західних (23 версти на північний схід від Каховки) до гирла, кинути Дроздовську та 2-гу кінну дивізії на північний схід для того, щоб у найкоротший строк вийти в район Рубанівки (52 версти) на північний схід від Каховки та на 84 версти на захід від Мелітополя).

Запеклі бої в районі Мелітополя продовжилися. Кіннота 2-го армійського корпусу під командуванням генерала Шифнера-Маркевича вийшла в тил 2-ї радянської кавалерійської дивізії Блінова. У районі Нижніх Сірогоз вона перехопила обози 3-ї та 46-ї стрілецьких дивізій. Залишки цих дивізій та окремі бригади 15-ї, 29-ї, 42-ї та 52-ї стрілецьких дивізій, втративши боєздатність, поспішно відходили на лінію Оріхів—Олександрівськ.
XIII радянська армія в боях з 25 травня (6) червня до 4 червня (15) червня зазнала величезних втрат, які доходили в деяких частинах до 75 % початкового складу, тому армія швидко відходила по всьому фронту. 6 червня (19) червня частини Білої Армії, так само зазнавши великих втрат, досягли лінії Бердянськ—Оріхів—Плавні.
До 10 червня (23) червня частини Російської армії висунулися на Ногайськ, на захід від залізниці Бердянськ—Пологи—Гнаденфельд—Вальдгейм, огинаючи район Великого Токмака з північного сходу до Дніпра біля станції Попове; далі лівим берегом Дніпра до його гирла.
22 червня ставку Врангеля перенесено до Мелітополя.

### 2 липня— 6 липня
Протягом 1 та 2 липня червоні знову переправилися через Дніпро у районі Берислава, Каховки та Корсунського монастиря, захопивши ці населені пункти, проте знову були відкинуті за Дніпро з великими втратами. Тим часом корпус генерала Слащова стримував настирливі атаки червоного корпусу Жлоби під Мелітополем, особливо запеклі на північ від Великого Токмака.
3 липня білі завершили розгром кінної групи Жлоби, що спочатку налічувала 12 000 шабель і 6 бронеавтомобілів. Білогвардійці змогли зосередити резерви (до 11 тисяч багнетів, знятих з інших ділянок фронту) і затиснути червону кавалерію у вогневе кільце, після чого атакували їх. Окрім загиблих і поранених, Червона армія втратила 2000 полоненими, понад 40 гармат, до 200 кулеметів і до 3000 коней — прорвалися до своїх тільки близько 4000 кіннотників. Радянський історик Какурін визнав за білогвардійцями високу бойову організованість.
4 липня зустрічні бої продовжилися. Червоні частини знову перейшли в наступ і увірвалися в Великий Токмак. За підтримки танків червоні були вибиті з міста та відкинуті на північ. Одночасно Червона армія повела наступ проти 34-ї піхотної дивізії ЗСПР уздовж лінії залізниці Олександрівськ—Мелітополь і до ночі 5 липня зайняла Михайлівку, на захід від станції Пришиб. Частинами зведеного корпусу генерала Писарєва червоні атакували 6 липня у фланг і відступили північ. Частини 1-го та 2-го армійських корпусів очищали від червоних районів Великого Токмака, Щербаківки та Янчокрака.
6 липня червоноармійці розпочали відхід по всьому фронту. Усього за період з 28 червня по 6 липня білогвардійці захопили понад 11 000 полонених, 60 гармат, 300 кулеметів, два панцирники. План червоного командування очистити Північну Таврію від Російської Армії зазнав повного провалу.
Однак у ці самі дні зазнав невдачі і план Врангеля підняти повстання Донських козаків у тилу РСЧА, для чого біля Кривої коси під Маріуполем висадили десант полковника Назарова, та через кілька днів загін повністю знищили червоні.
На фронті настало тимчасове затишшя, знекровлені та втомлені супротивники упорядковували й поповнювали свої частини перед новими наступами.
Але вже 15 липня корпус Кутепова прорвав північний сектор оборони РСЧА і захопив Оріхів, розгромивши частини 16-ї та 20-ї кавдивізій, 40-ї стрілецької дивізії. 3 серпня білі зайняли Пологи та Олександрівськ.
У Крим, на поповнення Російської Армії, з Польщі через Румунію прибули частини генерала Бредова — близько 8 тисяч бійців, 282 кулемети, 18 гармат. Загалом у військах армії було 280 гармат, 1300 кулеметів, 13 танків, 17 бронепоїздів і 25 бронеавтомобілів.
З 1 (14) серпня до 11 (24) серпня врангелівці висадили три десанти на Кубань і в районі Новоросійська. Саме бредовці і стали основними піхотними частинами десанту, але в бій все одно були кинуті і юнкери Корніловського та Олексіївського училищ. 14 серпня біля Приморсько-Охтарської було висаджено 8 тисяч вояків при 17 гарматах, 18 серпня під Анапою десантувалися півтори тисячі бійців, 25 серпня і на Тамані було висаджено 3 тисячі солдатів. Завданням десантів було захопити Катеринодар і поєднатися з кубанськими партизанськими загонами. Всі десанти були розбиті, але поповнилися козаками, що примкнули, і були евакуйовані.
До цього часу за рахунок поповнень червоні частини у Північній Таврії стали вже чисельно перевершувати білогвардійців. 13-та і 2-га кінна армії мали 57 тис. багнетів, 4,2 тис. шабель, 272 гармати проти 41 тис. багнетів, 14,8 тис. шабель, 241 гармати врангелівців.
Приміром, до червоних зі сходу прибула 51-ша стрілецька дивізія Блюхера, що складалася з 16 полків чисельністю майже 30 тис. осіб. 7 серпня Латиська, 15-та й 51-ша дивізії успішно переправилися через Дніпро біля Каховки та Олешок і, відтіснивши частини Слащова, прорвалися у глибокий тил 2-го корпусу, однак до своєї цілі — Перекопа з метою відрізати врангелівців від Криму — не дійшли всього 25 кілометрів зі 100..
Врангелівці ціною граничної перенапруги контратакували учасників цього наступу, відкинувши їх за Дніпро. Артилерія білогвардійців відчувала гостру нестачу снарядів. Їх виділялося по 20 штук на одну гармату на день. Проте в районі Каховки (ширина річки лише 400 метрів) червоні зуміли втримати важливий плацдарм з переправами, на яких скупчилися три дивізії. Цей плацдарм дозволяв червоним військам використати змогу завдати удару у бік Перекопу та відрізати білогвардійців від Криму. 13 серпня війська Слащова атакували Каховку за підтримки кінноти генерала Барбовича, але безрезультатно. Після невдач у боях за Каховку генерал Слащов-«Кримський» (який дістав цю почесну прикладку до прізвища за вдалу оборону Криму 1919 року) подав рапорт про відставку і його замінив генерал Вітковський (командир Дроздовської дивізії).
Наступ червоних проти 1-го корпусу від Олександрівська на Мелітополь було проведено силами 2-ї Кінної армії та 1-ї, 3-ї і 46-ї дивізій. Червона кіннота прорвалася до Мелітополя, загрожуючи повним оточенням двом корпусам білих. Але і цей наступ врангелівці змогли відбити попри свої величезні втрати.
4 вересня для кращої координації військ Врангель створює дві армії, на основі трьох корпусів: 1-ша — генерала Кутепова, 2-га — генерала Абрамова. Сили Врангеля на фронті до вересня зросли до 40 тисяч бійців (зокрема 13 тисяч кавалерії). У перший тиждень вересня 1-ша армія Кутепова безуспішно намагалася відбити Каховський плацдарм. Корніловська дивізія майже повністю полягла на дротяних загородженнях, силкуючись прорвати оборону, але бійці 51-ї стрілецької дивізії під командуванням Блюхера успішно боронилися у створеному укріпрайоні та втримали Каховку.
12 вересня Врангель спрямував головний удар своїх військ на Олександрівську групу противника, яка перейшла у новий наступ. Розгромивши цих червоних у боях 15—23 вересня, врангелівці зайняли Олександрівськ, Гуляй-Поле, Оріхів, Синельникове, підійшовши впритул до головного центру Наддніпрянщини Катеринослава. У ньому почалася паніка та евакуація владних структур. Зайняття цього району призвело до виступу на боці РСЧА махновського війська.
2-га армія генерала Абрамова, розгромивши XIII радянську армію, до кінця вересня зайняла Бердянськ, Маріуполь, Волноваху, підійшовши на 17 км до Юзівки і на 30 км до Таганрога (вже починалася область Війська Донського — головна мета кампанії). Було захоплено 12 тисяч полонених, 40 гармат, 6 бронепоїздів.

Щоб зупинити білогвардійців, Реввійськрада РРФСР видала наказ про створення Південного фронту під командуванням М. В. Фрунзе. На фронт перекинули боєздатні зведена курсантська, 9-та, 30-та та інші дивізії. Ішла мобілізація комуністів, і їх вливали у фронтові частини для надання їм стійкості та вірності. Це дозволило РСЧА довести свої сили до 138 тис. вояків проти 34 тис. у білогвардійців. Запеклі бої знову розгорнулися в районі Каховки.
3 жовтня врангелівці захопили станцію Синельникове та розбили там червоні частини, але того ж дня вони відступили від Юзівки, наступного дня втратили Маріуполь. Дончани видихнулися, а підтримати їх було ніким..
6 жовтня махновці стали союзниками Червоної Армії, внаслідок чого 15 тисяч махновців припинили боротьбу в тилу Червоної Армії та були спрямовані на фронт проти білих. Махно привів на врангелівський фронт до 12 тисяч шабель і багнетів, при 500 кулеметах, 10 гарматах, змінивши частини РСЧА на фронті Чаплине—Синельникове (75 км). На заклик Махна з армії Врангеля до нього також перейшли повстанські отамани, що перебували в Російській Армії, з частиною підлеглих (до 3 тисяч бійців).

### Задніпровська операція
8 жовтня білогвардійці розпочали Задніпровську операцію з метою відсікання Каховського плацдарму Червоної Армії від тилів. Планувалося, що переправившись, 1-й армійський корпус ЗСПР правим берегом Дніпра зайде в тил Каховському плацдарму, а війська Вітковського одночасно вдарять по плацдарму з фронту, в результаті чого червоні війська були б розгромлені, а стратегічна ініціатива залишилася б за білогвардійцями.
Марковська дивізія, налічуючи до 1900 багнетів, 150 шабель і 24 гармати, біля острова Хортиця навела переправу, по якій перебралася на правий берег Дніпра разом із Корніловською дивізією (до 3000 багнетів) з метою захоплення мережі доріг у тилу Каховського плацдарму. Марковці висунулися в північному напрямку, корніловці — на захід, тобто дивізії діяли нарізно. 3-тю радянську дивізію відразу ж було повністю розгромлено. Біля Нікополя переправилися кінні корпуси Барбовича і Бабієва (всього 6 тисяч багнетів і шабель), атакувавши 2-гу Кінну армію, що контратакувала 1-й армійський корпус. Кінноармійці відступили, і сили білогвардійців, що об'єдналися, захопили 11 жовтня Нікополь і 12 жовтня Апостолове, просунувшись від Дніпра на віддаль до 25 км.
На східній ділянці фронту Червона Армія 8 жовтня відбила Бердянськ, а 10 жовтня — Гуляй-Поле. Миронову (2-га кінна армія) було наказано знищити білогвардійців, що переправилися, «навіть ціною самопожертви», як зазначав йому Фрунзе. Для його підсилення було знято частини з Каховського плацдарму.
13 жовтня за Дніпром розгорнулися запеклі зустрічні бої. Втрати білогвардійців досягли 50 %. У дивізіях залишалося менш ніж 1000 людей у строю. Загинув легендарний Бабієв. Козачі частини похитнулися і почали відступати, біля переправ коло Дніпра почалася тиснява. Інформація про укладення миру між Радянською Росією і Польщею і підхід вивільненої 1-ї Кінної армії приневолили Біле командування відмовитися від продовження операції та відвести війська на лівий берег Дніпра.
Не знаючи про розгром задніпровських частин, Вітковський згідно з планом 14 жовтня кинув війська на штурм Каховки, залучивши 6,5 тис. бійців, 10 танків, 14 броньовиків та авіацію. Вони захопили першу лінію оборони, але знекровлені не змогли просунутися далі. Зокрема, було підбито 9 танків із 10. Каховський плацдарм так і не було взято.
15 жовтня штурм продовжився, але червоні контратакували частинами, що повернулися на плацдарм із правого берега, відвоювали втрачені позиції. Цього ж дня залишки задніпровського угруповання білогвардійців під ударами кінноти та авіації червоних змогли переправитися назад на лівий берег та розвести понтонну переправу.
На нараді у Ставці білогвардійське командування вирішило боронитися по Дніпру, усвідомлюючи, що відступ у Крим позбавить їх ресурсів і можливості маневру. Наступні два тижні пройшли майже без боїв — обидві сторони наводили лад у своїх частинах.

## Контрнаступ РСЧА
28 жовтня Південний фронт силою в 140 тисяч багнетів і шабель (за іншими даними, 186 тис. багнетів і шабель, близько тисячі гармат, 45 літаків) перейшов у контрнаступ. Безпосередньо на фронті знаходилося близько 100 тис. багнетів і шабель при 500 гарматах, 2600 кулеметах, 17 бронепоїздах, 57 броньовиках, 29 літаках..
Російська Армія мала на фронті 37 тисяч багнетів і шабель, 213 гармат, близько 1700 кулеметів, 6 бронепоїздів, 20 броньовиків, 25 танків, 42 літаки. Наводяться й інші цифри — 38 тис. осіб при 213 гарматах, 1,6 тис. кулеметів, 14 бронепоїздів, 42 літаки. Військова Рада Російської Армії відхилила пропозицію відступати до Криму і вирішила залишити частини у Північній Таврії, щоб мати можливість маневру. Сили противника вони оцінювали лише у 100 тисяч солдатів, що було серйозною помилкою.
29 жовтня червоні збіжними ударами від Каховки та Нікополя оволоділи містом Перекоп, прорвавшись у тил 1-ї армії генерала Кутепова. Але вони не змогли з ходу взяти укріплення Турецького валу Перекопа (11 км завдовжки, 10 м заввишки, рів завглибшки 10 м), відбиті в ході контратаки врангелівців частинами корпусу Вітковського і юнкерами військових училищ. Цього самого дня 1-ша Кінна армія РСЧА пройшла до Чонгара, а похідна Кримська група Махна (5 тис. шабель і багнетів, 30 гармат, 450 кулеметів) захопила Мелітополь.
Врангелівці усвідомили небезпеку оточення, але не злякалися. При цьому штаб Врангеля в Джанкої виявився відрізаним від армії. Кутепову встигли передати наказ по радіо прориватися до Криму, після чого зв'язок перервався.
30 жовтня шлях до Криму через Чонгарську протоку для 1-ї Кінної армії було відкрито. У такий критичний момент Врангель збирав окремі частини: школи прапорщиків, артилерійську школу, свій особистий конвой — та кидав ці сили на прикриття Чонгара.
Але Російську Армію, що відступала, всупереч надіям Фрунзе, не було розбито і вона, зосередившись у районі Агайман, відступаючи з контрударами, атакою з півночі відкинула частини 1-ї Кінної армії червоних від Чонгарського перешийка та оточила їх біля Салькового і Геніческа, притиснувши червоних кіннотників до Сиваша. 1-ша Кінна армія опинилася на межі розгрому. Корніловці змогли відтягти боями дві дивізії з її складу, а дві дивізії, що залишилися, вирубала біла кавалерія. Корпус генерала Барбовича розбив 6-ту, 11-ту, 14-ту кавдивізії червоних. Штаб 1-ї Кінної армії втратив зв'язок зі своїми частинами. Білогвардійці відкрили собі дорогу назад у Крим. Радянський історик Какурін відзначав, що після цього бою частини Кутепова безперешкодно здійснили нічний фланговий марш повз червоні війська, відриваючись від їх переслідування.
31 жовтня і 1-2 листопада більшість Російської Армії організовано зуміла піти з Північної Таврії в Крим, але втрати в частинах пораненими, вбитими і полоненими досягали 30—50 %. Частини 2-ї Кінної армії, що готувалися до атаки, були самі атаковані з тилу білими частинами, що відступали від Мелітополя. У Генічеську виявився незруйнованим міст, і кілька білогвардійських бронепоїздів теж змогли відійти в Крим. Тільки 3 листопада частини РСЧА повністю блокували Чонгар і на плечах тих, що відступали, увірвалися, прорвавши фронт, на Чонгарський перешийок. Але цю атаку було відбито, і врангелівці підірвали за собою всі мости в Крим.
Фрунзе дав позитивну оцінку боєздатності супротивним білогвардійським військам, визнаючи, що «особливо визначним доводиться визнати відхід основного ядра в Крим. Відрізані від перешийків врангелівці все-таки не втратили присутності духу і бодай із колосальними жертвами, але пробилися на півострів».
РСЧА захопила великі трофеї: 5 бронепоїздів, ешелони зі снарядами та набоями, 2 мільйони пудів зерна, приготованого для відправлення в Крим.

## Підсумки
Північнотаврійська операція була останнім наступом білогвардійських військ на півдні колишньої Російської імперії. Війська Врангеля зазнали поразки і відступили в Крим. Вони знову опинилися у повній ізоляції та позбулися можливості оперативного маневру.
7 листопада Червона Армія перейшла в новий наступ, почавши Перекопсько-Чонгарську операцію. 17 листопада білогвардійці залишили Крим.